# Janika
Janika ist ein weiblicher Vorname, wird aber auch als männlicher verwendet.
Er ist eine baltische, bulgarische und finnische Variante des Namens Johanna bzw. die bulgarische Verkleinerungsform von Jana und die finnische Variante von Jani.

## Bekannte Namensträger
- Janika Derks (* 1990), deutsche Reitsportlerin
- Janika Kronberg (* 1963), estnischer Literaturwissenschaftler, Kritiker und Essayist
- Janika Sillamaa (* 1975), estnische Jazz- und Popsängerin
- Janika Sprunger (* 1987), Schweizer Springreiterin